# Gobierno Central de Carelia
El Gobierno Central de Carelia (Karjalan keskushallitus) fue un estado de corta duración que existió desde 1920 hasta 1923, como una fusión de la República de Uhtua y el Gobierno de Olonets de Carelia del Sur.

## Historia
El 20 de diciembre de 1920, el Gobierno Central de Carelia se formó en el exilio en Finlandia como una fusión del Gobierno de Uhtua y el Gobierno de Olónets de Carelia del Sur. 11 días después, el 31 de diciembre, Finlandia cedió Repola y Porajärvi a la República Socialista Soviética de Rusia.
El 21 de abril de 1921, la República de Carelia Oriental (Itä Karjala) fue declarada independiente. Entre octubre de 1921 y febrero de 1922, las tropas militares de Carelia, apoyadas por la KUG, se trasladaron desde territorio finlandés a Carelia Oriental.
Desde diciembre de 1922 hasta febrero de 1923, Carelia Oriental estuvo ocupada por la Unión Soviética.
El 23 de julio de 1923, la Corte Permanente de Arbitraje se negó a emitir una opinión consultiva sobre el estado de Carelia con respecto al Tratado de Tartu. Más tarde ese año se disolvió el gobierno en el exilio.